# Клеман Шантом
Клеман Шантом (фр. Clément Chantôme, нар. 11 вересня 1987, Санс) — французький футболіст, півзахисник, який є вільним агентом.
Насамперед відомий виступами за «Парі Сен-Жермен», «Бордо», а також національну збірну Франції.

## Клубна кар'єра
Народився 11 вересня 1987 року в місті Санс. Вихованець юнацьких команд футбольних клубів «Савіньї-ле-Тампль», «Ле-Ме» та «Парі Сен-Жермен».
У дорослому футболі дебютував 2004 року виступами за другу команду «Парі Сен-Жермена», в якій провів два сезони, взявши участь у 28 матчах чемпіонату.
До складу основної команди клубу «Парі Сен-Жермен» приєднався влітку 2006 року. У паризькому клубі провів вісім з половиною років, з них сезон 2013/14 провів в оренді в «Тулузі». За цей час провів за паризький клуб 168 матчів у чемпіонаті та виграв по одному титулу чемпіона Франції , володаря кубка, кубка ліги та суперкубка.
31 січня 2015 перейшов до «Бордо» за 700 тисяч євро. У клубі був основним опорним півзахисником протягом півтора сезонів. Улітку 2016 новий тренер клубу Жослен Гурвеннек вирішив оновити склад та повідомив, що не розраховує на Шантома та низку інших гравців (зокрема, Дебюші, Жуссіє, Діабате, Сане та Ямбере), після чого Шантом залишив клуб.
У липні 2016 Шантом підписав контракт із «Ренном». Однак уже на 20-й хвилині першого матчу за новий клуб він зазнав травми та вибув на 5 місяців. Так і не зумівши закріпитися в основному складі, у серпні 2017 він перейшов на правах оренди до «Ланса» з Ліги 2. У клубі з півночі Франції Шантом був основним гравцем, отримав капітанську пов'язку. Після повернення з оренди він так і не був потрібен «Ренну», тому розірвав контракт з клубом.
Сезон 2018/19 провів у складі паризького клуба Ліги 2 «Ред Стар». За підсумками сезону клуб опустився до Національного чемпіонату, а сам Шантом став вільним агентом.

## Виступи за збірну
Протягом 2007–2008 років залучався до складу молодіжної збірної Франції. На молодіжному рівні зіграв у 4 офіційних матчах.
12 жовтня 2012 року дебютував за національну збірну Франції в товариському матчі проти збірної Японії. Клемен вийшов на поле у перерві замість одноклубника Блеза Матюйді, а його команда програла з рахунком 0-1. Цей матч за збірну станом на 19 листопада 2019 залишається єдиним.

## Титули і досягнення
- Чемпіон Франції (1):

«Парі Сен-Жермен»: 2012-13
- Володар Кубка Франції (1):

«Парі Сен-Жермен»: 2009-10
- Володар Кубка ліги (1):

«Парі Сен-Жермен»: 2007-08
- Володар Суперкубка Франції (1):

«Парі Сен-Жермен»: 2014